# Гільова (Тугулимський міський округ)
Гільо́ва (рос. Гилёва) — присілок у складі Тугулимського міського округу Свердловської області.
Населення — 368 осіб (2010, 383 у 2002).
Національний склад станом на 2002 рік: росіяни — 93 %.

## Персоналії
- Федюнінський Іван Іванович (1900—1977) — радянський воєначальник, генерал армії.